# Hubei
Hubei (uitspraakⓘ) is een centrale provincie van China. De afkorting is 鄂 (pinyin: È), een oude naam die met het oostelijk deel van de provincie wordt geassocieerd sinds de Qin-dynastie. De naam Hubei betekent "ten noorden van het meer", wat verwijst naar Hubeis ligging ten noorden van het Dongtingmeer. Twee belangrijke Chinese rivieren, te weten de Yangtze en de Han stromen door Hubei en op de plaats waar deze samen komen ligt de hoofdstad Wuhan.
Hubei grenst aan Henan in het noorden, Anhui in het oosten, Jiangxi in het zuidoosten, Hunan in het zuiden, Chongqing in het westen en Shaanxi in het noordwesten. De belangrijke Drieklovendam bevindt zich in Yichang, in het westen van Hubei.
Een populaire onofficiële naam voor Hubei is Chu (Chinees: 楚; pinyin: Chǔ), naar de machtige staat Chu die bestond tijdens de Oostelijke Zhou-dynastie.
Het coronavirus SARS-CoV-2 werd aanvankelijk verspreid vanuit een vismarkt in de stad Wuhan in de provincie Hubei.

## Aangrenzende provincies
| Aangrenzende provincies | Aangrenzende provincies | Aangrenzende provincies | Aangrenzende provincies | Aangrenzende provincies |
| ----------------------- | ----------------------- | ----------------------- | ----------------------- | ----------------------- |
| Shaanxi                 |                         | Henan                   |                         |                         |
|                         |                         |                         |                         |                         |
| Chongqing               | Anhui                   |                         |                         |                         |
|                         |                         |                         |                         |                         |
|                         |                         | Hunan                   |                         | Jiangxi                 |

## Geografie
Hubei is ongeveer 2,5 keer zo groot als de Benelux. De bevolkingsomvang van deze provincie was in 2002 2,3 zo groot als die van de Benelux.

## Bestuurlijke indeling
De bestuurlijke indeling van Hubei ziet er als volgt uit:
| ■ Stadsprefectuur districten ■ Stadsarrondissementen |                      |                      |                                |
| Nr.                                                  | Naam                 | Hanzi                | Hanyu Pinyin                   |
| Subprovinciale stad                                  |                      |                      |                                |
| 1                                                    | Wuhan                | 武汉市               | Wǔhàn Shì                      |
| Stadsprefecturen                                     |                      |                      |                                |
| 2                                                    | Ezhou                | 鄂州市               | Èzhōu Shì                      |
| 3                                                    | Huanggang            | 黄冈市               | Huánggāng Shì                  |
| 4                                                    | Huangshi             | 黄石市               | Huángshí Shì                   |
| 5                                                    | Jingmen              | 荆门市               | Jīngmén Shì                    |
| 6                                                    | Jingzhou             | 荆州市               | Jīngzhōu Shì                   |
| 7                                                    | Shiyan               | 十堰市               | Shíyàn Shì                     |
| 8                                                    | Suizhou              | 随州市               | Suízhōu Shì                    |
| 9                                                    | Xiangfan             | 襄樊市               | Xiāngfán Shì                   |
| 10                                                   | Xianning             | 咸宁市               | Xiánníng Shì                   |
| 11                                                   | Xiaogan              | 孝感市               | Xiàogǎn Shì                    |
| 12                                                   | Yichang              | 宜昌市               | Yíchāng Shì                    |
| Autonome prefectuur                                  |                      |                      |                                |
| 13                                                   | Enshi (Tujia & Miao) | 恩施土家族苗族自治州 | Ēnshī Tǔjiāzú Miáozú Zìzhìzhōu |
| Stadsarrondissementen                                |                      |                      |                                |
| 14                                                   | Tianmen              | 天门市               | Tiānmén Shì                    |
| 15                                                   | Qianjiang            | 潜江市               | Qiánjiāng Shì                  |
| 16                                                   | Xiantao              | 仙桃市               | Xiāntáo Shì                    |
| Bosbouwdistrict                                      |                      |                      |                                |
| 17                                                   | Shennongjia          | 神农架林区           | Shénnóngjià Línqū              |

## Steden in provincie Hubei
- Anlu
- Badong
- Chibi
- Danjiangkou
- Daye
- Huanggang
- Huangshi
- Lichuan
- Linxiang
- Qianjiang
- Songzi
- Suizhou
- Tianmen
- Wuhan (hoofdstad)
- Xiangfan
- Yichang
- Zhijiang